# Ейбекли
Ейбекли (на турски: Eybekli) е село в околия Бига, вилает Чанаккале, Турция. Разположено на 110 – 150 метра надморска височина. Населението му през 2007 г. е 220 души. То е със смесено население, има турци – юруци и български турци (от Ловеч, Провадийско, Тутраканско, Казанлъшко), както и българи – мюсюлмани (помаци), преселили се през 1878 г. от село Тъмръш, Рупченско.